# Prosopocera prasinoides
Prosopocera prasinoides là một loài bọ cánh cứng trong họ Cerambycidae.